# Le Médecin imaginaire
Le Médecin imaginaire est une pièce (« farce héroïque » selon son auteur) en un acte, écrite par Alain Ayroles et illustrée par Jean-Luc Masbou. Elle met en scène, entre autres, les deux héros protagonistes de la série De cape et de crocs.

## Analyse
La pièce est conçue comme un prolongement de la série de bande dessinée De cape et de crocs, narrant comment les deux héros se sont rencontrés des années avant l'action du tome 1. Le Médecin imaginaire se présente comme une parodie de pièce classique, dans un format qui pastiche notamment les éditions « scolaires » des pièces de théâtre. Le titre mêle ceux de deux œuvres de Molière (Le Médecin malgré lui et Le Malade imaginaire), mais la pièce parodie également le Cyrano de Bergerac d’Edmond Rostand, puisque l'action se passe lors de la guerre franco-espagnole.
Cette pièce a depuis été montée par la compagnie des Mille Chandelles et jouée, entre autres, en 2002 au théâtre Montansier de Versailles et au château de Vaux-le-Vicomte en septembre 2011,.